# Jimena de la Frontera (kommunhuvudort)
Jimena de la Frontera är en kommunhuvudort i Spanien.   Den ligger i provinsen Provincia de Cádiz och regionen Andalusien, i den södra delen av landet, 500 km söder om huvudstaden Madrid. Jimena de la Frontera ligger 149 meter över havet och antalet invånare är 10 431.
Terrängen runt Jimena de la Frontera är kuperad. Runt Jimena de la Frontera är det glesbefolkat, med 17 invånare per kvadratkilometer. Närmaste större samhälle är Manilva, 19,3 km öster om Jimena de la Frontera. 